# 大里忠一郎

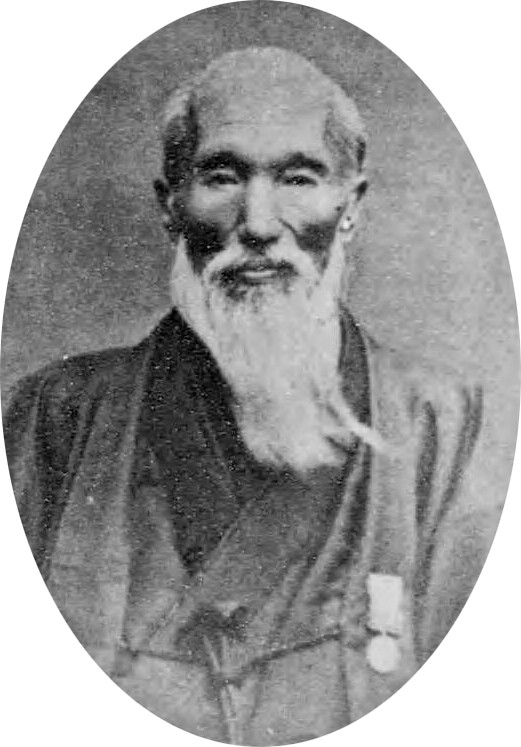
大里忠一郎

大里 忠一郎（おおさと ちゅういちろう、天保6年8月21日〈1835年10月12日〉 - 明治31年〈1898年〉6月7日）は日本の実業家。

## 生涯
信濃国埴科郡西条村（現長野市）の旧家・相沢家に生まれ、松代藩士の大里忠右衛門の養子となる。家老の真田桜山に抜擢され、戊辰戦争にも従軍し、大垣で岩倉具定に松代藩の恭順を申し出、東山道鎮撫軍の監軍岩村高俊を上田に迎えた。戦後に藩主の真田幸民より賞典禄26石を賜った。松代藩産物会所に関係し、明治維新後は松代商法社の役人となった。また廃藩置県に伴う士族授産として製糸業に着目し、明治5年（1872年）に開業したばかりの官営富岡製糸場を視察の末、明治7年（1874年）に西条村六工地籍に六工社を有志ら7名と共に設立した。
富岡製糸場に女工を派遣して技術を伝習させた。それまでの座操製糸を転換し、民間初の蒸気器械を導入し、自ら銅製の製糸用汽缶や蒸気器械を製作、設備改善を進めて製糸技術の発展に努た。明治11年（1878年）には長野県御用掛となり、長野県営製糸場も経営、また共進会や博覧会の審査員も務めた。明治13年（1880年）西条村戸長の傍ら、生糸直輸出商社同伸会社の設立に参加し、輸出にも貢献した。明治22年（1889年）には農商務省の嘱託によりイタリア、フランス両国を巡視し、大日本農会委員に任じられた。明治24年（1891年）藍綬褒章を受章。明治31年（1898年）に没し、1924年（大正13年）に従五位を遺贈された。